# Kanton Sainte-Anne-2
Kanton Sainte-Anne-2 (francouzsky Canton de Sainte-Anne-2) byl francouzský kanton v departementu Guadeloupe v regionu Guadeloupe. Tvořila ho část obce Sainte-Anne. Zrušen byl při reformě francouzských kantonů z roku 2014.